# Rappresentazione della vittoria di Shapur I a Naqsh-e Rostam
La rappresentazione della vittoria di Shapur I a Naqsh-e Rostam è un'incisione rupestre che si trova nella località di Naqsh-e Rostam 3 chilometri a nord di Persepoli. È la più impressionante delle otto incisioni rupestri sasanidi scavate nella roccia sotto le tombe dei loro predecessori achemenidi.

## Descrizione
Questa scultura raffigura una scena famosa in cui l'imperatore romano Valeriano è inginocchiato davanti a Shapur I e chiede pietà. Shapur sconfisse Valeriano nella battaglia di Edessa, in cui l'intero esercito romano fu distrutto e Valeriano divenne prigioniero di Shapur. Questa fu la prima e unica volta in cui un imperatore romano fu fatto prigioniero. L'imperatore Filippo l'Arabo è raffigurato in ginocchio e Valeriano è tenuto prigioniero da Shapur. C'è un'iscrizione greca di cinque righe sotto il cavallo, ma è danneggiata. Si ritiene che vi fossero anche due iscrizioni, ora distrutte, in medio persiano e in lingua partica.